# Долговский сельсовет (Алтайский край)
Долговский сельсовет — муниципальное образование со статусом сельского поселения и административно-территориальное образование в Новичихинском районе Алтайского края России. Административный центр — село Долгово.

## Демография
По результатам Всероссийской переписи населения 2010 года, численность населения муниципального образования составила 712 человек, в том числе 338 мужчин и 374 женщины. Оценка Росстата на 1 января 2012 года — 708 человек.

## Населённые пункты
В состав сельского поселения входит 2 населённых пункта:
- село Долгово,
- посёлок Ильинский.